# دست‌نوشته محرمانه
دست‌نوشته محرمانه (به انگلیسی: The Secret Scripture) فیلمی در ژانر درام به کارگردانی جیم شریدان است که در سال ۲۰۱۶ منتشر شد که بر اساس رمانی به همین نام ساخته شده‌است. از بازیگران آن می‌توان به رونی مارا، اریک بانا، ونسا ردگریو، تئو جیمز، ایدن ترنر و جک رینور اشاره کرد. داستان فیلم به طور متناوب بین سال‌های اولیه جنگ جهانی دوم است. این فیلم در جشنواره بین‌المللی فیلم تورنتو سال ۲۰۱۶ به نمایش درآمد. 
در ابتدا قرار بود که جسیکا چستین به عنوان نقش اصلی بازی کند اما به علت مشکلات برنامه‌ریزی پروژه را ترک کرد و رونی مارا جایگزین او شد. 
علی‌رغم تحسین بازیگران، فیلم با واکنش‌های متوسطی از سوی منتقدان همراه بود.

## داستان
داستان فیلم درمورد زنی به نام رز می‌باشد که در یک تیمارستان بستری است و تمام خاطراتش در آنجا را در یک دفترچه ثبت می‌کند.

## بازیگران
- ونسا ردگریو در نقش روسنا مک‌نالتی
- رونی مارا در نقش رز مک‌نالتی
- اریک بانا در نقش دکتر استفان گرین
- تئو جیمز در نقش پدر گانت
- ایدن ترنر در نقش جک کانروی
- جک رینور در نقش مایکل مک‌نالتی
- سوزان لینچ در نقش پرستار کیتلین
- آدریان دونبار در نقش دکتر هارت